# Verizon Building
Il Verizon Building, precedentemente noto come il Barclay-Vesey Building e il New York Telephone Company Building, è un grattacielo di 32 piani alto 131 metri situato al 140 West Street tra Barclay e Vesey Streets, a Tribeca, New York. 

## Storia

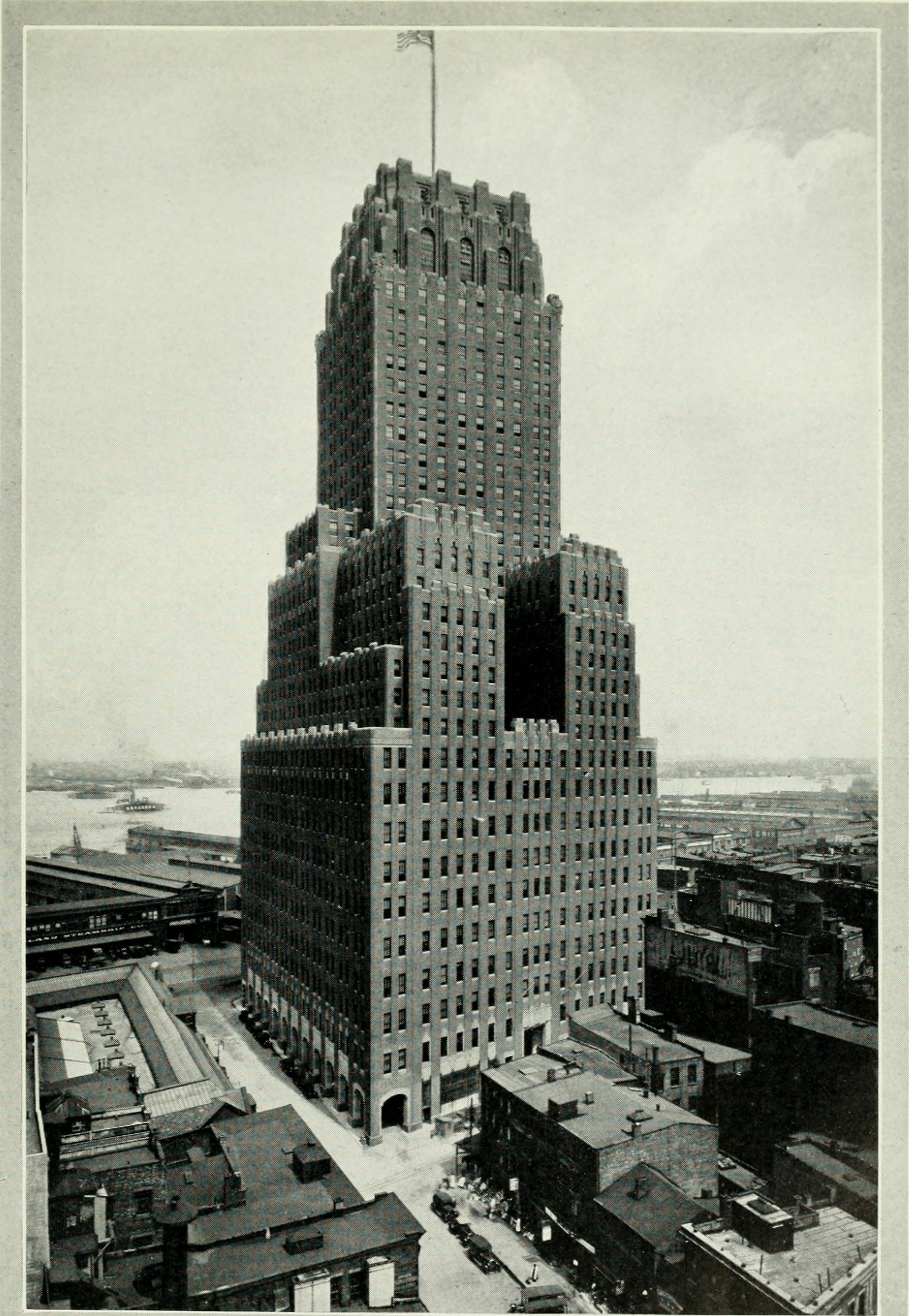
L'edificio in una foto del 1922

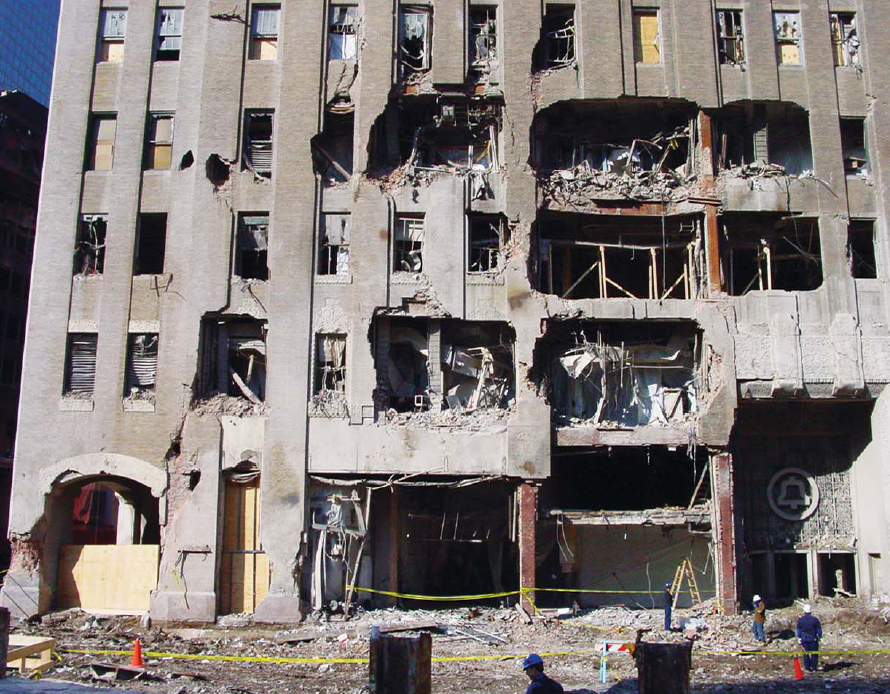
Il grattacielo dopo i danni causati dall'attacco del 11 settembre

Fu costruito dal 1923 al 1927 ed è stato progettato seguendo lo stile Art Deco dall'architetto Ralph Walker per lo studio McKenzie, Voorhees & Gmelin. Il 1 ottobre 1991 la struttura è stata inserita nella lista New York City Landmarks redatta dalla Commissione per la conservazione dei monumenti storici di New York.
L'edificio è adiacente al sito del World Trade Center e 7 World Trade Center, e ha subito gravi danni negli attacchi dell'11 settembre 2001. La sua spessa facciata, il rivestimento delle colonne in acciaio e gli elementi strutturali in muratura hanno fatto sì che l'edificio non crollasse durante gli attacchi. Il restauro dell'edificio e delle infrastrutture danneggiate dopo gli attacchi sono durati tre anni.
L'edificio, che è stato definito "una delle strutture più significative nella progettazione di grattacieli", ha ospitato il quartier generale della Verizon Communications. 
Tra il 2002 e il 2005 edificio ha subito una profonda ristrutturazione per i danni causati dall'attacco dell'11 settembre.
Il 30 aprile 2009 fu inserita nel National Register of Historic Places.